# الجمعية الأوربية لعلم التكاثر البشري والأجنة
تأسست الجمعية الأوربية لعلم التكاثر البشري والأجنة في عام 1985 على يد روبرت إدواردز (جامعة كامبريدج) وجي كوهين (باريس)، حيث أدركا أن الدراسة والبحث في مجال التكاثر بحاجة إلى التشجيع والتقدير.

## الأهداف
تتمثل أهداف الجمعية في:
- نشر مفاهيم علم التكاثر الحيوي وعلم الأجنة
- تسهيل عملية البحث وما يتبعها من نشر لنتائج البحث بين العامة والعلماء والأطباء وجمعيات المرضى
- إعلام السياسيين وصانعي السياسة في أوروبا.

فضلاً عن ذلك، تشارك الجمعية في أنشطة التعليم الطبي وتعمل على تطوير تقنيات تسجيل البيانات وتطبيق أساليب تحسين معدل الأمان والجودة في إجراءات المختبرات والعيادات الإكلينيكية.

## هيكل الجمعية
تتكون الجمعية من:
- الجمعية العامة، وتضم جميع الأعضاءوتتكون من مجموعاتٍ متنوعة ذات اهتماماتٍ فرعية خاصة، مثل طب الذكورة وعلم الوراثة التكاثري وعلم الأخلاق والقانون والمُسعِفين
- اللجنة التنفيذية، وتضم 13 عضوًا أو أكثر، كما تحتوي على لجانٍ فرعية متنوعة، مثل اللجنة الفرعية للتمويل، واللجنة الفرعية للتدريب، واللجنة الفرعية للاجتماعات السنوية، ولجنة الممثلين المحليين، ولجنة الاتصالات

## الدورية الطبية
تصدر الجمعية دورية رسمية، وهي التكاثر البشري (Human Reproduction). وتضم الدورية ثلاثة إصدارات فردية وهي: التكاثر البشري (Human Reproduction) وتحديث التكاثر البشري (Human Reproduction Update) والتكاثر البشري الجزيئي  (Molecular Human Reproduction).

## وصلات خارجية
- الموقع الرسمي